# Salwa Al Katrib
Pour les articles homonymes, voir Salwa.
Salwa Katrib est une chanteuse et actrice libanaise, née le 17 septembre 1953 et décédée le 4 mars 2009.

## Biographie
Fille du virtuose du oud Saliba Katrib, Salwa n'était pas prédestinée à monter sur les planches sans la rencontre avec Romeo Lahoud, un des plus grands metteurs en scène libanais, en octobre 1974. Fasciné par sa voix, sa beauté et son allure de mannequin, Romeo Lahoud en fit la vedette de 11 de ses comédies musicales. Salwa s'avéra être aussi bonne comédienne que chanteuse. En quelques mois, elle s'imposa comme une des stars de la chanson libanaise et arabe. Elle brilla dans Singof Singof avec Georgina Rizk et Tony Hanna, dans Bint El Jabal (My Fair Lady) en 1977, aux côtés d'Antoine Kerbage, puis dans Amira Zmorrod avec Melhem Barakat, puis dans Oxygene avec Elie Choueri. En 1980, elle est la vedette de Yasmine et tourne pour Télé Liban une série musicale, Les Nuits de Shéhérazade, aux côtés de Georges Chalhoub, puis en 1982 elle est la vedette de Superstar au Théâtre du Casino du Liban et au Piccadilly Theater, de Hikayat Amal en 1983.Elle prend des cours de ballet, de tango et de valse chez son amie Georgette Gebara qui lui signera la choregraphie de Bint el Jabal en 1988, et des cours de vocalises avec la soprano Arpine Pehlivanian. En 1984, elle fait plusieurs tournées dans les pays arabes : Festival de Bosra en Syrie, Festival de Timgad (Algérie) et Festival de Dubai. Elle reçoit la clef de la ville d'Alger en hommage à sa prestation artistique. En 1985, elle chante à Amman au Festival de Philadelphie. Elle est reçue par le roi Hussein.En 1982, elle rencontre Julio Iglesias qui lui propose de chanter avec elle en duo "Besa me mucho". En 1984, elle représente le Liban à la Foire internationale de Bagdad et joue dans la comédie musicale Le Troisième Rêve puis en 1987 elle chante au Festival de Jerash en présence du roi Hussein. En 1988, elle joue dans un remake de Bint El Jabal au théâtre du Casino du Liban. En 1989, elle effectue une tournée de 62 jours à Los Angeles où elle reçoit du maire de la ville un Award of Appreciation. Mohammed Abdel Wahab dira d'elle : "C'est une vraie chanteuse de tarab". Son amie, la journaliste Raymonde Anghelopoulo la comparera à Cendrillon. Mohamad Mougi et Mohamad Sultan lui proposèrent également de lui composer des chansons. En 1982 Les frères Rahbani lui proposent de jouer dans la comédie musicale "Hala wal Malek" (Hala et le roi).
En 1991, elle se produit dans le cadre des Festivals de Byblos et de Tyr où elle est ovationnée par 5000 spectateurs. Elle chante également sur le campus de l'AUB (université américaine de Beyrouth). En 1992, elle se produit au théâtre de la culture à Abou Dhabi à l'occasion de la fête de l'indépendance libanaise. En 1993, elle chante au Palais présidentiel en présence du président Elias Hraoui.En 1997, elle chante l'hymne national libanais en ouverture du festival de la publicité francophone organisé par Josiane et Jean-Claude Boulos, et tourne pour Télé-Liban un musical intitulé "Les Yeux de Noël".
Remarquée en 1984 par l'impresario de Serge Lama, elle refuse l'offre d'aller faire une carrière internationale en France par amour pour son pays. En 1998, elle se produit une nouvelle fois au festival de Byblos dans une nouvelle version de Yasmine. Le célèbre compositeur Abdel Wahab lui propose d'enregistrer "Anta Omri" qu'il avait compose pour Oum koulsoum, mais ce projet ne verra jamais le jour. En 1997, elle interprète "Aali Garra" la célèbre chanson de Oulaya El tunisieh qui obtient un énorme succès. 
Elle a à son actif une vingtaine de chansons nationales écrites par Zaki Nassif, Romeo Lahoud, Elie Choueiri, Elias Rahbani et Georges Abdo. Elle fut incontestablement la vedette de la chanson libanaise, la plus recherchée entre 1975 et 1998.
Devant la vague de médiocrité artistique qui envahit le Liban, Salwa Katrib s'éloigne de la scène et se consacre aux chants religieux. En 1996, elle reçoit le prix du Faucon d'Or à Abou Dhabi comme meilleure chanteuse. Puis en 2005, elle est honorée au Murex d'Or pour toute sa carrière artistique.
Très mystique, elle passe la plupart de son temps dans les églises. Elle tourne sa dernière émission télévisée Maestro avec Nichan en 2006, puis le 4 mars 2009, elle est frappée d'une hémorragie cérébrale à l'âge de 55 ans. Des funérailles populaires et émouvantes lui sont organisées à Amchit en présence de Wafa Sleiman, la première dame libanaise. Le président Michel Sleiman lui décerne la médaille d'or du mérite libanais à titre posthume. Parmi les personnalités qui ont toujours apprécié son art, les présidents Camille Chamoun, Charles Helou, Bachir Gemayel, Amine Gemayel, Elias Hraoui et Salim Hoss, ainsi que le roi Hussein de Jordanie.
Salwa Katrib était l'épouse de Nahi Lahoud, producteur de renom, et avait une fille, Aline Lahoud, qui est en passe de devenir une grande vedette de la chanson libanaise. Elle avait à son palmarès plus de 150 chansons et une trentaine de musicales à la télévision. Après son décès, en juin 2009, on lui décerne un nouveau Murex d'or pour honorer son souvenir. Actuellement son mari Nahi Lahoud étudie un projet de film-long métrage relatant la vie artistique de Salwa Katrib[réf. nécessaire].

## Participation à des festivals
- Festival au Théâtre Andalos (Koweït - 1980)
- Festival de Bosra           (Syrie -  1982)
- Festival de Timgad          (Algerie- 1984)
- Festival de Bagdad          (Iraq -   1984)
- Festival de Dubai           (Dubai -  1984)
- Festival de Damas           (Syrie -  1984)
- Festival de Damas           (Syrie -  1985)
- Festival de Philadelphia    (Jordanie-1986)
- Festival de Qalamoun        (Qalamoun-1986)
- Festival de Jerash          (Jordanie-1987)
- Festival de Byblos          (Liban -  1987)
- Festival de AUB             (Liban-   1991)
- Festival de Tyr             (Liban -  1991)
- Festival Abu Dhabi          (EAU  -   1991)
- Festival de Byblos          (Liban -  1992)
- Festival de l'Armee         (Liban -  1994)
- Festival de Byblos          (Liban) - 1998)
- Festival de l'Armee         (Liban -  2001)

## Apparitions à la télévision
- Alwane                       (Tele Liban - 1975) avec Riad Charara
- Sherazad                     (Tele Liban - 1979) avec Georges Chahoub
- Tournee au Koweït            (Koweït TV  - 1980) avec Sabah
- Spécial Salwa                (Syrian TV  - 1981)
- Aghani wa maani              (Tele Liban - 1983) avec Ibrahim maraachli
- Spécial Vendredi Saint       (Tele Liban - 1984)
- Salwa Show One               (Tele Liban - 1984) avec Ferial Karim
- Salwa Show Two               (Tele Liban - 1985) avec Ghassan Saliba
- Zouwar el Massa              (Tele Liban - 1985) avec Jean-Claude Boulos
- Studio 86                    (Jordan TV  - 1986) avec Hussein Fahmi
- Spécial Liban                (TF 1 -       1986)
- Spécial Jarash               (Tele Liban - 1987) avec Rima Najm
- Spécial Jarash               (LBC   -      1987) avec Simon Asmar
- Douyouf el Sabt              (LBC   -      1986) avec Simon Asmar
- Sahrat Charqiah              (LBC -        1988) avec Hassib Youssef
- Salwa In USA                 (Lebanese AmericanTV-1989)avec Jeanne d'Arc Abizeid
- Spécial Elias Rahbani        (LBC   -      1988)
- Ahlane                       (Tele Liban - 1991) avec Tony Chamoun
- Phenix de la Pub             (LBC   -      1992) avec Walid Azzi Jean-Claude Boulos
- Festival de la Pub VDL       (MTV  -       1992) avec Warde et Elias Rahbani
- Sahra gheir Chikil           (Tele Liban - 1993) avec Romeo Lahoud, Warde,Antoine Moultaka
- La Femme et l'Independance   (Tele Liban - 1994) avec Mona Hraoui, Nayla Moawad,Papou Lahoud, May Menassa
- Leil el Maftouhh             (Futur TV)  - 1996) avec Sahar Taha
- Ouyoun el Eid                (Tele Liban - 1996) musical de Noel
- Sini aan Sini                (M T V    -   1998) avec Hyam Abouchedid
- Army Day                     (LBC)     -   2001) avec Maggy Aoun
- Maestro                      (NTV      _   2005) avec Nishan

## Prix et décorations reçus
- Prix Said Akl               (1975)
- Citoyenne d'Honneur de la ville d'Alger (1984)
- Prix de la revue Hasna      (1985)
- Scoop d'or                  (1986)
- Award of appreciation Jerash Festival (1987)
- Award of Appreciation From Los Angeles Mayor (1989)
- Prix d'Honneur a Abu Dhabi  (1991)
- Medaille d'Honneur de l'Armee Libanaise (1994)
- Faucon d'or Festival Abu Dhabi (1996)
- Murex d'Or                  (2005)
- Medaille d'Or du merite libanais (2009)
- Murex d'or                  (2009)
- Award of Appreciation from Amchit municipality (2009)
- Medaille d'honneur de la ligue orthodoxe-Hazmieh (2009)
- Trophée de l'Universite de Balamand (2010)
- Blason d'or du Conseil culturel Antelias (2011)
- Trophée d'honneur de l'Institut des Arts et de la Musique (2011)
- Trophée d'honneur du college des Saints-Cœurs Kfarhbab (2011)
- Trophee du College de la Providence (2011)
- Trophee de American School-Adma (2012)
- Trophee De l'Ecole Saint-Jean - Oqaibeh (2005)
- Trophee du College Elysee (2008)
- Trophee du College Elysee (2009)
- Blason d'or de l'Association Fallah (1999)
- Cedre d'Or de l'Association For Lebanon (2012)
- Trophee du College ND de Jamhour (2013)
- Trophee du College des Antonins -Baabda (2103)
- Trophee du College des Sœurs de la Charite-Koura (2013)
- Trophee Municipalité De Hazmieh  (2015)
- Trophee  Jeunes De Gharifeh (2014)
- Trophee  des pères Capucins De Batroun (2016)
- Trophee Zaki Nassif AUB (2017)
- Trophee des sœurs Antonines Ghazir (2017)